# Philips NMS-8250
| QS-Informatik | Dieser Artikel wurde wegen inhaltlicher Mängel auf der Qualitätssicherungsseite der Redaktion Informatik eingetragen. Dies geschieht, um die Qualität der Artikel aus dem Themengebiet Informatik auf ein akzeptables Niveau zu bringen. Hilf mit, die inhaltlichen Mängel dieses Artikels zu beseitigen, und beteilige dich an der Diskussion! (+) Begründung: Überarbeitung notwendig: Fließtext, Belege. Knurrikowski (Diskussion) 14:49, 11. Apr. 2016 (CEST) |

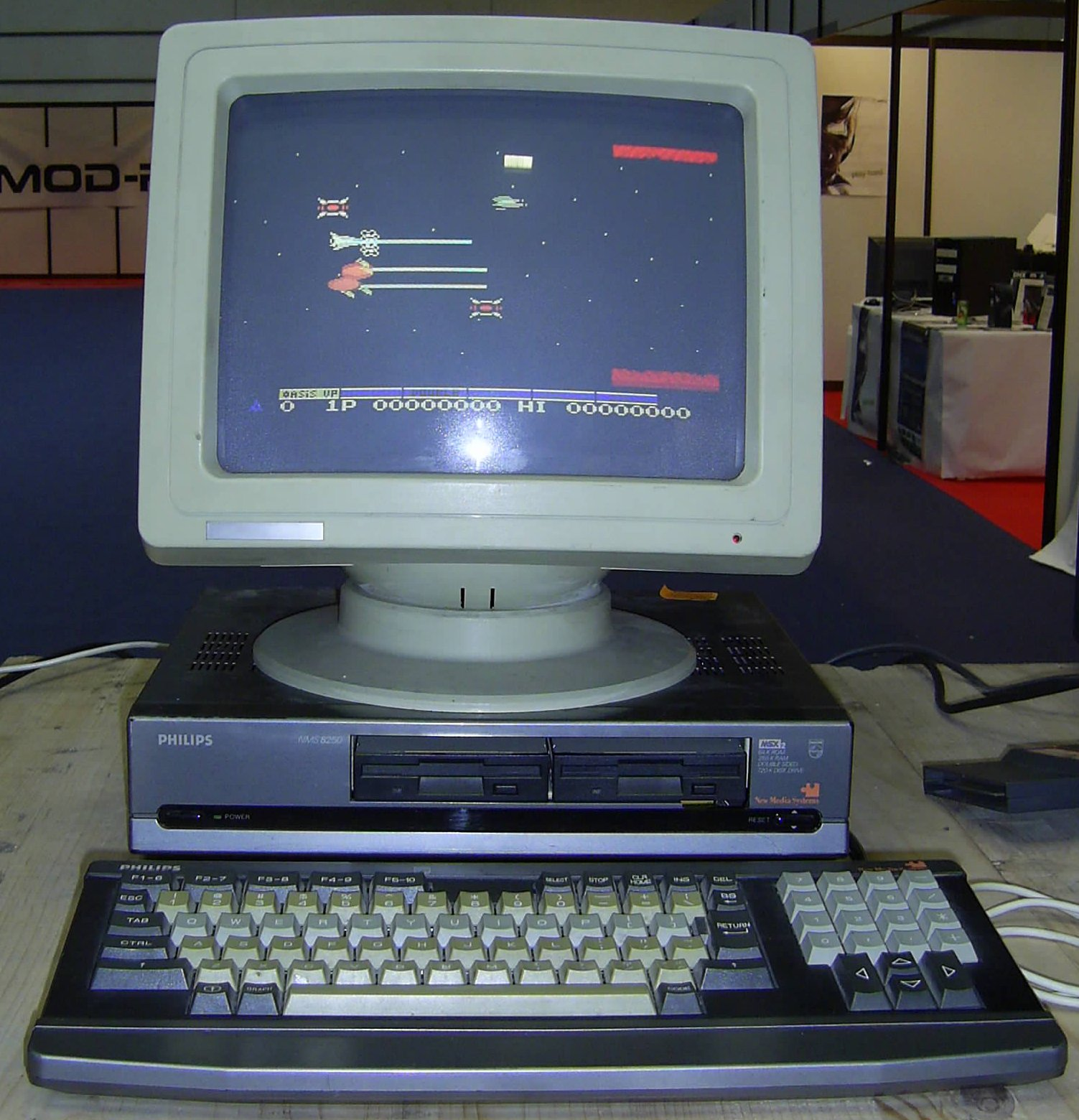
Philips NMS-8250 – Vorderseite

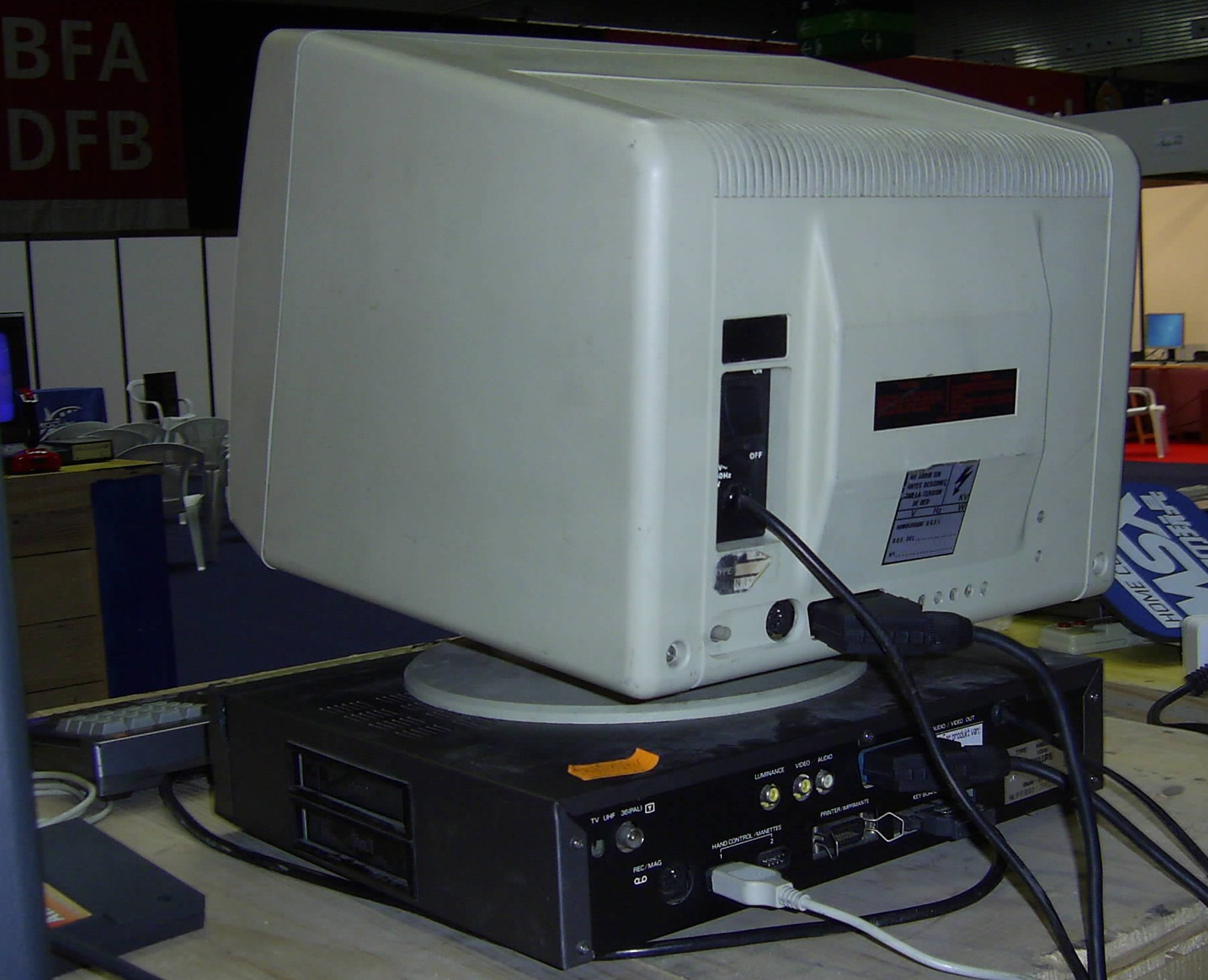
Philips NMS-8250 – Rechte Seite mit Cartridge-Slots und Rückseite mit Schnittstellen

Philips NMS-8250 war ein MSX-2-Heimcomputer vom Elektronik-Unternehmen Philips, der 1986 auf den Markt gebracht wurde. Er gehörte zu den Philips New-Media-System-Geräten und trug deshalb das Akronym „NMS“ im Namen. Er war damals eine seltene Form von Heimcomputer in einem Desktopgehäuse und der erste MSX-Computer von Philips in dieser Ausführung.
Er war fast gleich ausgestattet wie das Vorgängermodell VG-8235. Nur war bei diesem Gerät bereits ein Diskettenlaufwerk mit zwei Lese-/Schreibköpfen eingebaut, so dass er doppelseitige Disketten (720 KB) lesen und beschreiben konnte. Beim NMS-8250 war im Desktop-Gehäuse bereits Platz für ein zweites Laufwerk, das aber nicht standardmäßig eingebaut war. Vom Nachfolgemodell NMS-8280 unterschied sich der NMS-8250 in erster Linie durch den fehlenden Genlock.
Der Computer verfügte über eine abgesetzte Tastatur. Der Desktop hatte zwei Cartridge-Slots auf der rechten Seite. Rückseitig hatte er Schnittstellen für einen Kassettenrekorder, einen Drucker, sowie Schnittstellen für Monitor und Fernseher (SCART-, PAL- und Composite-Video-Schnittstelle mit Video-, Luma- und Audio-Schnittstelle), eine Schnittstelle für ein weiteres Laufwerk und zwei Joystick-Ports.
Im Innenleben war er mit einem Z80A-Prozessor mit einer Taktfrequenz von 3,58 MHhz, einem Arbeitsspeicher von 128 KB und einem Videospeicher von 128 KB, sowie einem 64 KB großen ROM ausgestattet. Im ROM waren 48 KB für MSX-DOS und 16 KB für das MSX-BASIC Version 2.0 wie auch der Befehlssatz zum Ansteuern des Diskettenlaufwerks untergebracht. Der Grafikchip war ein Yamaha V9938 und der Soundchip ein Yamaha YM2149.

## Varianten
- NMS-8255: gleiche Ausstattung wie NMS-8250, jedoch war dieser Computer mit zwei Diskettenlaufwerken ausgestattet.[2]
- NMS-8260: gleiche Ausstattung wie NMS-8250, jedoch anstelle von einem Diskettenlaufwerk war eine 20MB SASI Harddisk integriert und an der Stelle des obersten Cartridge-Slots befand sich eine Diskettenlaufwerkschnittstelle. Von dieser Variante wurden nur wenige Prototypen hergestellt.[2]